# Atlantisch orkaanseizoen 1963
Het Atlantisch orkaanseizoen 1963 duurde van 1 juni 1963 tot 30 november 1963. Tropische cyclonen die buiten deze seizoensgrenzen ontstaan, maar nog binnen het kalenderjaar 1963, worden ook nog tot dit seizoen gerekend.